# غلاديس تايلور
غلاديس تايلور (بالإنجليزية: Gladys Taylor) هي منافسة ألعاب القوى بريطانية، ولدت في 5 مارس 1953.

## وصلات خارجية
- غلاديس تايلور على موقع الاتحاد الدولي لألعاب القوى (الإنجليزية)
- غلاديس تايلور على موقع ThePowerOf10.info (الإنجليزية)
- غلاديس تايلور على موقع أوليمبيديا (الإنجليزية)